# Котубано

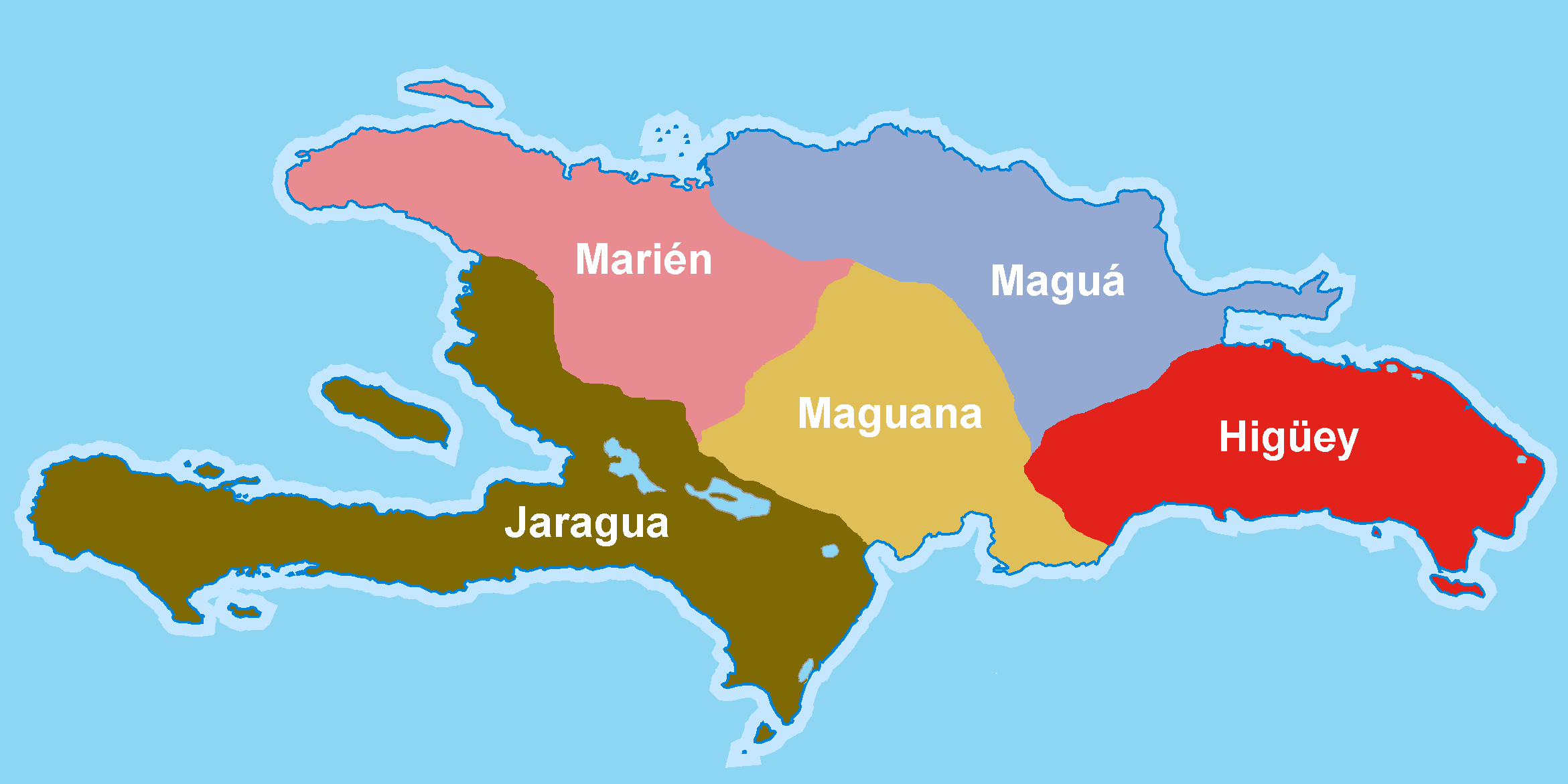
Вождества Гаїті

Котубано (Котубанама) (д/н — 1502/1504) — касік вождества Ігуей на о. Гаїті. Останній очільник антиіспанського спротиву.

## Життєпис
Основні відомостівідносяться на кінець панування Котубани. Губернатор Ніколас де Овандо 1503 року організував каральну експедицію у володіння касіка. Натомість Котубано захопили форт Ігуей, дезнищив місцеву залогу. Іспанський загін під керівництвом лейтенантів Хуана Понсе де Леона і Хуана де Есківеля, чисельністю 300—400 вояків, і за участі загонів з підкорених індіанців. Після 9 місяців запеклого спротиву Котубано втратив практично усі володіння. Вимушено уклав мир, погодившись платити данину й виплатити компенсацію за спалений форт. На знак цього побратався з Хуаном де Есківелем.
Проте невдовзі перемир'я було порушено. Котубано втік на о. Саона, де зміцнився у печері. Втім зрештою 1504 року схоплений Хуаном Понсе де Леоном,відправлений до Санто-Домінго. Тут за наказом губернатора касіка було повішено.